# Гошуляк Іван Леонідович
Гошуляк Іван Леонідович (нар. 2 жовтня 1944 р. у селі Таужне Гайворонського району Кіровоградської області) — історик, кандидат історичних наук.

## Біографія
Батько, Гошуляк Леонід Семенович (1915—1977 pp. життя, уродженець с. Таужне) і мати, Гошуляк (Родкевич) Тамара Вікентіївна (1914—1986 pp. життя, родом з Херсонської області), працювали тоді на хлібоприймальному пункті «Заготзерно», розташованому на станції Таужна. Мати була завідувачкою лабораторії, батько працював в охороні.
У 1949 р. сім'я переїхала на постійне проживання на станцію Мощена Гайворонського р-ну Кіровоградської області. Батьки спочатку працювали на місцевому хлібоприймальному пункті «Заготзерно» (мати завлабораторією, тато електриком місцевої електростанції). Після ліквідації в середині 50-х років пункту «Заготзерно» вони перейшли працювати на залізницю (тато ремонтним робочим, мати завідувачкою магазину), де й пропрацювали до свого пенсійного віку.
В 1951—1954 pp. навчався у Вільховатській початковій школі, що розміщувалася у місцевому лісовому господарстві.
Протягом 1955—1961 pp. вчився у Могильненській середній школі. Після її закінчення (з літа 1961 по літо 1963 рр.) працював на Хащеватському хлібоприймальному пункті «Заготзерно» (спочатку різноробочим, згодом сушильним майстром).
У 1963 р. вступив на історико-філософський факультет Київського державного університету ім. Т. Г. Шевченка.
З листопада 1964 по жовтень 1967 pp. служив у лавах Радянської Армії, після чого продовжив навчання в університеті.

## Наукова і викладацька робота
Закінчивши в 1971 р. історичний факультет Київського університету, вступив до аспірантури. Після її закінчення в 1974 р. і захисту кандидатської дисертації працював спочатку асистентом, згодом старшим викладачем і доцентом кафедри історії КПРС гуманітарних факультетів Київського державного університету ім. Т. Г. Шевченка.
З жовтня 1984 по 1991 рр. працював старшим науковим співробітником в Інституті історії партії при ЦК Компартії України.
Протягом 1992—2004 pp. був старшим, згодом провідним науковим співробітником Інституту політичних і етнонаціональних досліджень Національної академії наук України. Одночасно з цим здійснював викладацьку роботу в Національному педагогічному університеті імені М. П. Драгоманова, Академії муніципального управління та інших ВНЗ Києва.
Після виходу (в листопаді 2004 р.) на пенсію повністю перейшов на викладацьку роботу. Працював доцентом кафедри міжнародних відносин і світової політики в Київському славістичному університеті, і за сумісництвом — доцентом кафедри політології Академії муніципального управління.
У 2006—2013 рр. — науковий співробітник Інституту політичних і етнонаціональних досліджень імені І. Ф. Кураса НАН України (за сумісництвом).
Сфера наукових інтересів: історія Української революції 1917—1920 pp.; проблеми державності і соборності України; українська національна ідея; історія та зовнішня політика України.
Викладає у вузах наступні дисципліни: «Історія України», «Країнознавство», «Зовнішня політика України», «Актуальні проблеми зовнішньої політики України та міжнародних відносин».
Має близько 300 наукових праць, в тому числі більше двох десятків монографічних і документальних видань (переважно колективних).

## Список основних наукових публікацій

### Монографії
1. Гошуляк І. Тернистий шлях до соборності (від ідеї до Акту Злуки). — К.: ІПіЕНД імені І. Ф. Кураса НАН України, 2009. — 467 с. ISBN 978-966-02-5034-5 [Архівовано 4 березня 2016 у Wayback Machine.]

### Колективні монографії
1.Українська революція і державність (1917—1920 рр.). — Керівник автор. колективу та один із авторів). — К.: Парламентське видавництво, 1998. — 245 стор. (4 обл.-вид. арк., співавтори Т. А. Бевз, Д. В. Ведєнєєв, П. С. Коріненко, Р. Я. Пиріг, Ф. М. Проданюк, В. Ф. Солдатенко, В. М. Устиненко, В. Д. Яремчук, С. В. Яремчук)

2. Боротьба за соборність України в період Української революції 1917—1920 pp. // Соборність України. Від зародження ідеї до першої спроби реалізації. — Кн. 1. — К.: Вид-во «Бібліотека українця», 2000. — С. 70-133. (4 обл.-вид. арк.).
3.Український вибір: політичні системи XX століття і пошук власної моделі суспільного розвитку. — К., Парламентське видавництво, 2007. — 576 с. (один із авторів монографії: с. 250—299) (3 обл.-вид. арк.)

### Збірники документів
1.Третій з'їзд Комуністичної партії (більшовиків) України. 1-6 березня 1919 р.: Протоколи: К., Парламентське видавництво, 2001. — 255 стор. (один з упорядників видання).

2.Національні відносини в Україні у XX ст. Збірник документів і матеріалів. — К.: Наукова думка, 1994. — 560 стор. (один з упорядників видання).

### Статті
1.Історичні уроки української демократичної революції 1917—1918 pp. // Українська демократична революція 1917—1918 років. Матеріали науково-теоретичної конференції. — К.: ІПК ПК, 1992. — С. 29-31 (0,2 обл.-вид. арк.).

2.Проблема соборності українських земель у 1917—1920 pp. // Українська державність: історія і сучасність: Матеріали наукової конференції. Січень 1993 р. — К.: Ін-т системних досліджень освіти України, 1993. — С. 213-21 5 (0,2 обл.-вид. арк.).

3.До питання Злуки УНР і ЗУНР // Міжнародна наукова конференція, присвячена 75-річчю Західно-Української Народної Республіки 1-3 листопада 1993 р. Матеріали. — Івано-Франківськ: Прикарпатський університет, 1993. — С. 74-75 (0,1 обл.-вид. арк.).

4.До вивчення національних відносин в Україні в 1917—1920 pp.: деякі постановочні проблеми // Міжнаціональні відносини на півдні України. — Запоріжжя: ЗДУ, 1993. — С. 249—253 (0,3 обл.-вид. арк.).

5.Проблема державності України в програмних документах українських політичних партій кінця XIX — початку XX ст. // Куди йдемо? Матеріали науково-практичної конференції «Ідеологія та ідейно-політичні засади державного будівництва в Україні». — К.: Україно-фінський ін-т менеджменту і бізнесу, 1993. — С. 104—106 (0,2 обл.-вид. арк.).

6.Відновлення української держави в програмах українських політичних партій кінця XIX — початку XX століття // Етнонаціональний розвиток України. Терміни, визначення, персоналії. — К.: Друкарня МВС України, 1993. — С. 30-33 (0,2 обл.-вид. арк.).

7.Деякі проблеми соборності українських земель в 1917—1920 pp. // Проблеми соборності України в XX столітті. — К.: ІНВіП, 1994. — С. 42-51 (0,5 обл.-вид. арк.).

8."Круглий стіл" на тему «Проблеми соборності України в XX ст.» // Український історичний журнал. — 1994. — № 4. — С. 151—152 (0,2 обл.-вид. арк.).

9.Ідеолог українського комунізму (Василь Шахрай) // Українська ідея. Постаті на тлі революції. — К.: Т-во «Знання» України, 1994. — С 190—221. (1,5 обл.-вид. арк.).

10.Про причини поразки Центральної Ради // Український історичний журнал. — 1994. — № 1. — С. 31-44 (1,2 обл.-вид. арк.).

11.До питання про державотворчу роль ідеї соборності України // Регіональна політика України: концептуальні засади, історія, перспективи. Міжнародна науково-практична конференція 10-11 листопада 1994 р. — К., 1995. — С. 46-49 (0,2 обл.-вид. арк.).

12.Українська державність і кримські татари (з досвіду взаємовідносин 1917—1918 pp.) // Кримські татари: історія і сучасність (до 50-річчя депортації кримськотатарського народу). Матеріали міжнародної наукової конференції (Київ — 13-14 травня 1994 p.). — К.: ІНВіП, 1995. — С. 154—158 (0,3 обл.-вид арк.).

13.Речник самостійної України // Київська старовина. — 1996. — № 2-3. — С. 83-89 (0,8 обл.-вид. арк.).

14.Відновлення Української держави у програмах українських політичних партій кінця XIX — початку XX ст. // Мала енциклопедія етнодержавознавства (НАН України. Ін-т держави і права ім. В. М. Корецького, Редкол.: Ю. І. Римаренко (відповідальний редактор) та ін. — К.: Довіра; Генеза, 1996. — С. 262—264 (0,2 обл.-вид. арк.).

15.Ровесник національного відродження. Біля колиски дипломатії України: доба Центральної Ради // Політика і час. — 1997. — № 2. — С. 48-55 (1 обл.-вид. арк., співавтор Д.Ведєнєєв).

16.Проблема соборності українських земель в добу Центральної Ради // Український історичний журнал. — 1997. — № 3. — С. 26-40 (1,2 обл.-вид. арк.)

17.П'ять уроків Вячеслава Липинського // Віче. — 1997. — № 9. — С. 141—152 (0,8 обл.-вид. арк.).

18.Революція і українська державність 1917—1920 pp. // Наукові записки Інституту національних відносин і політології НАН України. — К.: ІНВіП, 1997. — Вип. 2. — С. 14-21 (0,5 обл.-вид. арк.).

19.Проблема соборності України: ідейні засади, спроби реалізації // Пам'ять століть. — 1997. — № 5. — С. 2-8 (0,8 обл.-вид. арк.).

20.Проблема соборності України в контексті національного державотворення 1917—1920 pp. // Незалежність України: історичні витоки та перспективи. Матеріали наукової конференції 22 серпня 1996 р. — К.: Ін-т історії, 1997. — С 53-62 (0,8 обл.-вид. арк.)

21.З досвіду вітчизняного демократизму // Демократія і державність в Україні: проблеми гармонізації. Збірник. — К.: ІНВіП, 1997. — С. 70-72 (0,2 обл.-вид. арк.).

22.До проблеми соборності українських земель у добу Центральної Ради // Центральна Рада і український державотворчий процес. Матеріали наукової конференції 20 березня 1997 р. (у 2-х частинах). Частина І. — К.: Ін-т історії, 1997. — С. 196—203 (0,5 обл.-вид. арк.).

23.Українська енциклопедія з етнодержавознавства // Проблеми міграції. — № 1. — С. 45-46 (0,25 обл.-вид. арк.).

24.Незламний борець за суверенну Україну // Пам'ять століть. — 1998. — № 1. — С. 108—118 (1 обл.-вид. арк.).

25.До питання про оцінку Універсалу Соборності від 22 січня 1919 р. // 350-річчя Української держави Богдана Хмельницького. — Матеріали міжнародної наукової конференції 15-16 грудня 1998 р. — К.: Знання, 1998. — С. 140—144 (0,3 обл.-вид. арк.).

26.Величний день Злуки // Історичний календар'99. — К., 1999. — Вип. IV. — С. 18-20 (0,2 обл.-вид. арк.).

27."Перемагає в історії та ідея, той народ, що має тверду волю" (Олександр Шульгин) // Там само. — С. 213—215 (0,2 обл.-вид. арк.).

28.Велика подія в історії України (до 80-річчя Універсалу Соборності) // Пам'ять століть. — 1999. — № 1. — С. 2-18 (1,5 обл.-вид. арк.).

29.Видатний український самостійник і соборник (Юліан Бачинський) // Українська ідея та її творці (друга половина XIX — початок XX ст.);. — К.: Редакція видань іст.-культ. спадщини України, 1999. — С. 63-83 (1,2 обл.-вид. арк.).

30.Проблема соборності України у висвітленні періодичної преси початку 1919 року // Наукові записки Інституту політичних і етнонаціональних досліджень НАН України. — К.: ІПіЕНД, 1999. — Вип. 7. — С. 37-49 (0,8 обл.-вид. арк.).

31.До проблеми кордонів України доби Гетьманату П.Скоропадського // Збірник Харківського історико-філологічного товариства. — Харків: ХДПУ, 1999. — Т. 8. — С. 13-22 (0,8 обл.-вид. арк.).

32.Універсал Соборності та його історичне значення // Українська соборність: ідея, досвід, проблеми (До 80-річчя Акту Злуки 22 січня 1919 p.): Збірник. -К.: ІПіЕНД, 1999. — С. 22-42 (1,3 обл.-вид. арк.).

33.The Universal of Union and ist Historic Significance // The Ukrainion review. — A Quarterly Journal of Ukrainian Studies. — London-Sping'99 vol. 46 no 1. — P. 60-74 (1 обл.-вид. арк.).

34.Акт Злуки 22 січня 1919 року // Визвольний шлях. — Лондон, 2000. — Кн. 1. — С. 10-13 (0,3 обл.-вид. арк.).

35.Українська Центральна Рада // Історичний календар 2001. — К., 2001. — Вип. VII. — С. 238—242 (0,2 обл.-вид. арк.).
36.Українська держава гетьмана П.Скоропадського. — Там само. — С. 243—246 (0,2 обл.-вид. арк.).

37.Вячеслав Липинський про релігію та церкву. — Там само. — С. 249—251 (0,2 обл.-вид. арк.)

38.Українська революція 1917—1920 pp.: досвід та уроки національного державотворення // Визвольний шлях. — Лондон, 2001. — Кн. 6. — С. 53-64 (0,8 обл.-вид. арк.).

39.Діяльність Михайла Грушевського наприкінці 1918-початку 1919 pp. // Пам'ять століть. — 2001. — № 5. — С. 3-12 (1 обл.-вид. арк.).

40.Протестно-об'єднавчий рух в Україні з приводу «анексії» Тимчасовим урядом її земель // Наукові записки Інституту політичних і етнонаціональних досліджень НАН України. — К.: ІПіЕНД, 2001. — Вип. 13. — С. 84-100 (1 обл.-вид. арк.).

41.Історичне значення Української революції та причини її поразки. — К., Пам'ять століть, № 3. — 2002. —С. 18-33 (1,3 обл.-вид. арк.).

42.До питання про формування території УНР доби Центральної Ради. — К., Наукові записки Інституту політичних і етнонаціональних досліджень НАН України, вип. 18. — 2002. — С. 92-102 (0,8 обл.-вид. арк.).

43.Українська революція: здобутки і проблеми дослідження. — К., Етнополітологія в Україні. Становлення. Що далі? — ІПіЕНД — 2002. — С. 169—190 (Левенець Ю. А. — співавтор, 1 обл.-вид. арк.).

44."Українське питання" на Паризькій мирній конференції 1919 р. — К., Діалог, № 2. — 2002. — С. 103—106 (0,3 обл.-вид. арк.).

45.Ідея соборності України в творчій спадщині В.Липинського // В'ячеслав Липинський в історії України (до 120-річчя з дня народження) — К., ДП «Експрес-Поліграф», 2002. — С. 63-72 (0,8 обл.-вид. арк.).

46.Ідея соборності українських земель у творчості М.Грушевського // Михайло Грушевський — науковець і політик в контексті сучасності. — К., Ідея соборності українських земель у творчості М.Грушевського. — 2002. — С. 230—237 (0,8 обл.-вид. арк.).

47.День соборності. — Історичний календар, вип. 8. — К., 2002. — С. 11-12 (0,2 обл.-вид. арк.).

48.Українська революція і державність (1917—1920 pp.) (рецензія). — К., Український історичний журнал. — 2002 — № 2. — С. 135—137 (0,3 обл.-вид. арк.).

49.Україна в політиці РКП(б) наприкінці 1919 року. — К., Діалог. № 3. — 2002. — С. 161—164 (0,3 обл.-вид. арк.).

50.Проголошення Української Народної Республіки і розширення територіальних меж автономії // Події і особистості революційної доби. Збірник. — К., Наукові записки Інституту політичних і етнонаціональних досліджень НАН України, вип. 23. — 2003. — С. 51-72 (1,5 обл.-вид. арк.).

51.Бессарабська проблема у політиці Української Центральної Ради. — К., Україна-Румунія-Молдова: історичні, політичні та культурні аспекти взаємин. — Матеріали Міжнародної наукової конференції 16-17 травня 2001 р. — 2003. — С. 77-83 (0,5 обл.-вид. арк.).

52.Питання соборності українських земель на Брест-Литовській мирній конференції. — К., Український історичний журнал, 2004. — № 2. — С. 15-31 (1,3 обл.-вид. арк.).

53.Територіальне питання на українсько-російських мирних переговорах 1918 р. — Історичний журнал, 2004. — № 3. — С. 13-27 (1,2 обл.-вид. арк.).

54.Зародження й розвиток ідеї соборності в українській суспільно-політичній думці дореволюційного періоду. — К., Історичний журнал, 2004, № 6-7. — С. 71-82 (1,5 обл.-вид. арк.).

55.Михайло Грушевський: «Єднатися, концентруватися, а не ділитися». — К., Віче, 2004, № 8. — С. 43-47 (0,8 обл.-вид. арк.).

56.Урочисте проголошення і затвердження актів соборності // Україна: від самостійності до соборності (22 січня 1918 — 22 січня 1919 р.) — К., ІПіЕНД, 2004. — С. 28-48 (1,2 обл.-вид. арк.).

57.Українські етнічні землі напередодні революції 1917—1920 pp. — К., ІПіЕНД, 2004. — С. 133—152 (1,2 обл.-вид. арк.).

58.Перше посольство України до Сполучених Штатів Америки. — К., Україна дипломатична. — 2004, вип. 4. — С. 565—571 (0,5 обл.-вид. арк).

59.Украина в политике РКП(б) в конце 1919 года. — Діалог, 2004. — С. 161—164 (0,5 обл.-вид. арк.).

60."Українське питання" на Паризькій мирній конференції 1919 р. // Україна дипломатична. Наук. щорічник. — Вип. 5. — К., 2005. — С. 340—346 (0,5 обл.-вид. арк.).

61.Історіографічна оцінка та національно-політичне значення Акту Злуки // Пам'ять століть. — 2006. -№ 1. — С. 4-27 (2 обл.-вид. арк.).

62.До питання про внесок В.Винниченка в консолідацію та об'єднання українських земель в 1917—1919 рр. // Громадсько-політична діяльність Володимира Винниченка (до 125-річчя від дня народження). — Збірник статей. — К., ІПіЕНД, 2006. — С. 95-109 (1 обл.-вид. арк.).

63.Історія сучасного світу / Робоча навчальна програма. — К., Академія муніципального управління. — 2007. — 27 с. (1,5 обл.-вид. арк.).

64.Проблема соборності України в контексті революпійних подій 1917—1919 рр. //Україна в революційних процесах перших десятиліть XX століття. Збірник. — К., ІПіЕНД ім. І. Ф. Кураса НАН України, 2007. — С. 202—215 (1 обл.-вид. арк.).

65.Українська Центральна Рада — до 90-річчя від часу заснування // Світогляд. — 2007. — № 4. — С. 2-5 (0,5 обл.-вид. арк.).

66.Український комунізм: контури феномена // Комуніст України. — 2008. — № 1. — С. 138—140 (0,3 обл.-вид. арк.).

67.Проблема територіальної соборності України в період діяльності Центральної Ради (до кінця 1917 р.) // Україна в революційних процесах перших десятиліть XX століття // Міжнародна науково-теоретична конференція 20-21 листопада 2007 р. та наукові дослідження. — К., Інститут політичних і етнонаціональних досліджень ім. І. Ф. Кураса НАН України. — 2008. — С. 130—212 (5 обл.-вид. арк.).